# Sclerophrys xeros
Espèce
Synonymes
- Bufo xeros Tandy, Tandy, Keith & Duff-MacKay, 1976
- Amietophrynus xeros (Tandy, Tandy, Keith & Duff-MacKay, 1976)
- Bufo wazae Hulselmans, 1977

Statut de conservation UICN

 LC  : Préoccupation mineure
Sclerophrys xeros est une espèce d'amphibiens de la famille des Bufonidae.

## Répartition
Cette espèce se rencontre de 200 à 1 800 m d'altitude :
- au Sénégal, en Gambie, en Mauritanie, au Sahara occidental, au Mali, en Guinée, au Niger, dans le Sud de l'Algérie, dans le Sud de la Libye, au Tchad, dans le Nord du Cameroun ;
- au Soudan, en Éthiopie, en Érythrée, à Djibouti, en Somalie, au Kenya, en Ouganda, en Tanzanie.

Sa présence est incertaine en Angola, au Bénin, au Burkina Faso, en République centrafricaine, en République démocratique du Congo, en Guinée-Bissau, au Nigeria et au Soudan du Sud.

## Description
Les mâles mesurent de 52 à 86 mm et les femelles de 55 à 87 mm.

## Taxinomie
Sclerophrys chudeaui (Chabanaud, 1919) pourrait être synonyme de cette espèce.

## Publication originale
- Tandy, Tandy, Keith & Duff-MacKay, 1976 : A new species of Bufo (Anura: Bufonidae) from Africa’s dry savannas. Pearce-Sellards Series, Texas Memorial Museum, vol. 24, p. 1–20.